# Chris Van Geem
Chris Van Geem (Gent, 7 juli 1971) is een Belgisch voormalig betaald voetballer die als centrale verdediger speelde.

## Carrière
Van Geem werd door eersteklasser SV Waregem weggeplukt bij derdeklasser Racing Heirnis Gent in 1993. Van Geem zou hier 4 seizoenen spelen. In 1997 verhuisde hij naar KRC Genk waarmee hij eenmaal de Beker van België won en eenmaal het Kampioenschap. Hij sloot zijn carrière af bij Eendracht Aalst.